# Saint-Vivien (Charente-Maritime)
Saint-Vivien is een gemeente in het Franse departement Charente-Maritime (regio Nouvelle-Aquitaine). De plaats maakt deel uit van het arrondissement La Rochelle. Saint-Vivien telde op 1 januari 2022 1.411 inwoners.

## Geografie
De oppervlakte van Saint-Vivien bedroeg op 1 januari 2022 8,27 vierkante kilometer; de bevolkingsdichtheid was toen 170,6 inwoners per km².
De onderstaande kaart toont de ligging van Saint-Vivien met de belangrijkste infrastructuur en aangrenzende gemeenten.

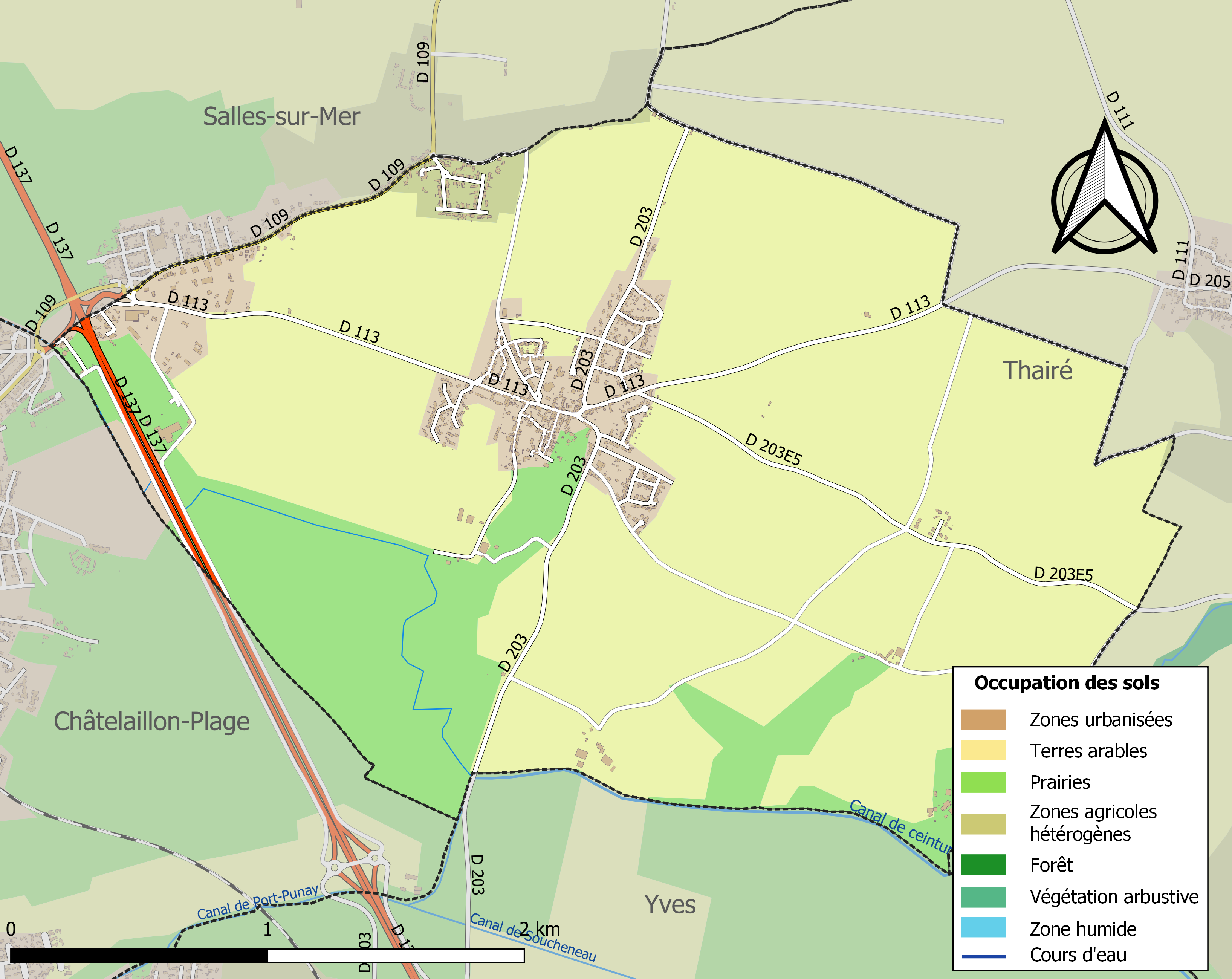

## Demografie
Onderstaande figuur toont het verloop van het inwonertal (bron: INSEE-tellingen).